# Iso Koiluoto, Nådendal
Iso Koiluoto är en ö i Finland. Den ligger i Skärgårdshavet och i kommunen Nådendal i den ekonomiska regionen  Åbo ekonomiska region i landskapet Egentliga Finland, i den sydvästra delen av landet. Ön ligger omkring 30 kilometer väster om Åbo och omkring 180 kilometer väster om Helsingfors.
Öns area är 3 hektar och dess största längd är 260 meter i nord-sydlig riktning. Närmaste större samhälle är Nådendal, 17,7 km öster om Iso Koiluoto.